# コマンダン・ブーアン (通報艦)
コマンダン・ブーアン（フランス語：Commandant Bouan, F 797）は、フランス海軍のデスティエンヌ・ドルヴ級通報艦17番艦。艦名は第二次世界大戦で戦死したロジェ・ブーアン海軍中佐（Roger Bouan）に由来する。

## 艦歴
「コマンダン・ブーアン」は、DCNロリアン工廠で建造され1981年10月12日に起工、1983年4月23日に進水、1984年10月31日に就役する。
1987年5月16日にアジャンと命名都市の関係を結んでいる。アジャンはブーアン中佐の生まれた町である。「コマンダン・ブーアン」はトゥーロンに配備され海外領土や経済水域の警備の他に、潜水艦部隊の支援や法執行活動および救難を担当し海洋における諸任務に当たる。
2001年以降、不朽の自由作戦における海上阻止行動のためインド洋に展開し、海上自衛隊から洋上補給も受けている。
2008年4月4日にソマリア沖の海賊に襲撃されたフランス籍の豪華ヨット「ル・ポナン（Le Ponant）」の救出行動に参加する。本艦は襲撃され海賊が乗っ取った「ル・ポナン」の監視活動に従事した。
2009年11月時点においてソマリア沖の海賊対策であるアタランタ作戦欧州連合海上部隊に参加しアデン湾に展開している。